# Плежер Појнт (Калифорнија)
Плежер Појнт (енгл. Pleasure Point) насељено је место без административног статуса у америчкој савезној држави Калифорнија.

## Демографија
По попису из 2010. године број становника је 5.846, што је 612 (-9,5%) становника мање него 2000. године.
| Група             | 2000.         | 2010.         |
| Белци             | 5.177 (80,2%) | 4.314 (73,8%) |
| Афроамериканци    | 63 (1,0%)     | 63 (1,1%)     |
| Азијати           | 142 (2,2%)    | 144 (2,5%)    |
| Хиспаноамериканци | 808 (12,5%)   | 1.140 (19,5%) |
| Укупно            | 6.458         | 5.846         |